# التعاونيات (زمران الشرقية)
التعاونيات هي إحدى مشيخات المملكة المغربية، تتبع جغرافيا لإقليم قلعة السراغنة وإداريًا لزمران الشرقية. يقدر عدد سكانها بـ 4145 نسمة حسب الإحصاء الرسمي للسكان والسكنى لسنة 2004.